# Astèrix i Cleòpatra
|  | Aquest article tracta sobre el còmic. Si cerqueu la pel·lícula, vegeu «Astèrix i Cleopatra (pel·lícula)». |

 Astèrix i Cleòpatra (francès: Astérix et Cléopâtre) és el sisè àlbum de la sèrie Astèrix el gal, amb guió de René Goscinny i dibuix d'Albert Uderzo. Va ser publicat en francès el 1965.
S'han fet dues versions cinematogràfiques basant-se en aquesta aventura: Astèrix i Cleòpatra, una versió en dibuixos animats de 1968; i Astèrix & Obèlix: Missió Cleòpatra, protagonitzada per Christian Clavier, Gérard Depardieu i Monica Bellucci, dirigida per Alain Chabat, i estrenada a França l'any 2002.

## Sinopsi
Juli Cèsar es burla de Cleòpatra: els romans construeixen uns temples i uns forums magnífics, mentre que els egipcis no construeixen res des de les Piràmides. Vexada, Cleòpatra encarrega al seu arquitecte Numerobis que basteixi un palau per a Cèsar en 3 mesos. És una missió impossible per a Numerobis. Només queda una esperança: Panoràmix, el druida gal amb poders màgics. Numerobis viatja al poblet d'Armòrica, on Panoràmix, Astèrix i Obèlix es decideixen viatjar a Egipte per ajudar-lo.
A Alexandria, descovreixen que Filfis, el rival gelós de Numerobis, fa tot per sabotejar l'obra, començant per provocar una vaga obrera. Aleshores, Panoràmix els distribueix poció màgica, la qual cosa augmenta significativament la seva eficàcia. Aleshores Filfis aconsegueix bloquejar el subministrament de pedres al sud del Nil. Astèrix, Obèlix i Panoràmix marxen per trobar ells mateixos un nou enviament de pedres. Filfis té una nova idea per eliminar els gals: oferir un pastís enverinat a Cleòpatra dient que és de part d'Astèrix i Obèlix. Cleòpatra els fa arrestar, però aconsegueixen convèncer-la que el pastís no s'enverina menjant-lo, que sobreviuen gràcies a un antiverí de Panoràmix que van beure abans.
Durant aquest temps, César, gelós que el ritme de l'obra s'ha accelerat, encarrega a un espia que ho descobreixi. Aquest últim li parla de la presència dels gals amb la seva poció màgica. Cèsar envia les seves tropes a destruir el palau, però Astèrix avisa Cleòpatra que arriba ràpidament per aturar els homes de Cèsar. Aquest, avergonyit, posa fi a l'atac i ordena a les seves legions que reparin els danys. El palau s'acaba així a temps, Cèsar reconeix que ha perdut la seva aposta.

## Personatges
- Astèrix el gals
- Obèlix, el seu millor amic
- Idèfix, el gos d'Obèlix
- Panoràmix, el druida gal
- Numerobis, un arquitecte alexandrí
- Cleòpatra, la reina d'Egipte
- Juli Cèsar, dictador romà
- Mismisteris, escriba de Numerobis
- Filfis, un altre arquitecte alexandrí, enemic de Numerobis
- Tornavis, agent de Filfis
- Ginfis, espia egipci de Juli Cèsar

## Comentaris
- El títol de l'àlbum fa referència a l'obra de William Shakespeare Antoni i Cleòpatra
- La portada de l'àlbum és una caricatura del de la pel·lícula Cleòpatra, de Joseph L. Mankiewicz, en usar el mateix grafisme del títol de la pel·lícula i al fer un inventari del material emprat per realitzar l'àlbum, de la mateixa manera que a la pel·lícula se citaven els mitjans colossals necessaris per a la seva realització.
- Els nom dels egipcis acaben amb el sufix "-is".
- Els egipcis parlen en jeroglífics. Entre ells, quan es refereixen a la Gàl·lia, apareix el mapa actual de França (p. 48)
- A l'àlbum es fa referència a la primera vaga de la història, la qual va tenir lloc a Egipte al 29è any del regnat de Ramsès III a Deri el-Medineh, en la qual els obrers encarregats de la construcció dels monuments de la Vall dels Reis protestaren pel retard dels abastiments (p. 16)[4]
- Un gag recurrent durant tot l'àlbum (i en posteriors) és la bellesa del nas de Cleòpatra, que és admirat per tothom. Als Pensaments, el filòsof Blaise Pascal afirmà que si el nas de Cleòpatra hagués estat més curt, el rostre del món seria diferent.
- A la versió original francesa, Numerobis li diu a Panoràmix "Je suis, mon cher ami, très heureux de te voir." (Jo estic, bon amic meu, molt feliç de retrobar-te); i Panoràmix respon: És un alexandrí. Amb aquesta resposta, Panoràmix pot referir-se tant a la procedència de Numerobis (Alexandria) o a un vers alexandrí (un vers de 12 síl·labes, com la frase de Numerobis). (p.7)
- Copdegarròtix acomiada a Astèrix, Obèlix i Panoràmix dient que representen l'esperit del gals a la vora del Nil. Una al·lusió al canal de Suez, construït per enginyers francesos (p. 8).
- A la versió original francesa, Numerobis li diu que Filfis té molts talents. Astèrix li pregunta si vol dir que és un bon arquitecte; però Numerobis li replica: "No és ric", en referència al talent, la moneda d'ús a Egipte (aquest gag es va perdre en la traducció catalana) (p. 9)
- Obèlix mostra sorpresa perquè a Alexandria hi hagi una torre per guiar als vaixells: el Far d'Alexandria, una de les Set Meravelles del Món Antic
- Quan Numerobis presenta a l'escriba Mismisteris als gals, els diu que parla diverses llengües vives, com el llatí, el grec, el cèltic o el gal... totes avui llengües mortes. (p. 10)
- Mismisteris es refereix a la seva professió com "asseguda" o "ajupida", en referència a l'Escriba assegut, que avui s'admira al Museu del Louvre (p. 10)
- Mismisteris afirma que «si sabeu dibuixar, sabeu escriure»', en referència a l'escriptura jeroglífica i a l'eslògan de l'Escola Universal: «si sabeu escriure, sabeu dibuixar»[5]
- Mentre que admiren les Piràmides de Guiza, Panoràmix diu a Obèlix que 20 segles ens contemplen. Això és una referència a quan Napoleó Bonaparte digué als seus soldats davant de les Piràmides que 40 segles ens contemplen.
- Quan els gals visiten Luxor, Obèlix vol prendre un dels obeliscs. (el nom d'Obèlix fa referència a "obelisc"). A més, també es refereix al fet que els soldats napoleònics van prendre un dels obeliscs cap a França, que avui és admirat a la Plaça de la Concòrdia de París. Astèrix, això no obstant, afirma que aquell objecte, al bell mig de la plaça del poble, no hi quedaria bé! Fóra ridícul!.
- Davant d'un retrat, Cleòpatra afirma que està cansada de veure's sempre de perfil i demana un retrat en tres quarts. Una referència als dibuixos mono-dimensionals de l'antic Egipte. (p. 30)
- Filfis llegeix l'Avui Faraó. A la versió francesa llegia el Pharaon Soir, i a l'anglesa el Daily Nile. (p. 39)
- A la pàgina 39, els romans ataquen amb la tàctica de la tortuga, i fugen amb la llebre.
- Numerobis, quan comunica a Cleòpatra que l'edifici està finalitzat, remarca que ho ha fet respectant el termini. Una nota a peu de vinyeta remarca que això era molt rar llavors... igual que avui...
- Astèrix diu a Cleòpatra que si els egipcis han de construir un canal entre el Mar Roig i la Mediterrània, que no dubtin a avisar a un gal. De nou, una nova referència al Canal de Suez i a Ferdinand de Lesseps
- Per primera vegada, Obèlix pot prendre poció màgica (però només 3 gotes)
- El gos d'Obèlix, Idéfix, rep el seu nom per primera vegada. També és la primera vegada en què té un paper significatiu, al rescatar als gals de dins d'una piràmide.[6]
- Els pirates tenen una doble aparició: a l'anada cap a Egipte, enfonsen el seu vaixell per evitar-se ser estomacats (el resultat serà el mateix i així s'estalvien les bufetades); i a la tornada, com a remers al vaixell de Cleòpatra.
- El nas de l'Esfinx de Guiza és trencat per Obèlix quan intenta pujar-hi. (p. 21-22)
- Al banquet final, el bard Asseguratòrix està lligat als peus d'un arbre davant l'alternativa que preparés una cançó. El banquet es fa de dia... amb Panoràmix parlant sobre el nas de Cleòpatra
- A la vinyeta final, es veu com Obèlix talla els seus menhirs com obeliscs, davant les queixes de Copdegarrotix.